# Лукьянчук, Валерий Николаевич
Валерий Николаевич Лукьянчук (1 января 1954) — советский футболист, нападающий, полузащитник, казахстанский тренер.
Бо́льшую часть карьеры провёл в команде второй советской лиги «Шахтёр» Караганда. Дебютировал в 1971 году за дубль. В 1972, 1975—1985 годах сыграл 365 матчей, забил 56 мячей. В 1974 году был в составе «Орбиты» Кзыл-Орда. В феврале 1982 провёл два матча на Кубок СССР за «Кайрат» Алма-Ата. В 1995—2000 годах — тренер и старший тренер «Шахтёра».